# Discurso do Outro
Discurso do Outro é uma expressão da pesquisa psicanalítica introduzido por Jacques Lacan (1901-1981).
O termo francês “Autre”, traduzido para o português como "Outro" relaciona-se ao latim alter, de onde vem a palavra “alteridade”. Foi utilizado para diferenciar de um outro que é semelhante ou próximo.
Quando Lacan apresentou o Outro (l’Autre ou A) como alteridade radical, ou seja, distinto do outro (autre) que podemos entender como o próximo, semelhante, estamos nos primeiros cinco anos de seu Seminário Público.

## Simbólico e imaginário
Tratava-se, então, de demarcar a diferença entre l’autre imaginário e l’Autre simbólico. Diferença que ganhava relevo quando Lacan mostrava que, em certas espécies animais, há dependência de uma imagem do semelhante para que ocorram determinadas condutas. Entretanto, nos humanos, depende-se de uma ordenação simbólica. Esta ordenação acontece através do Outro simbólico, como um lugar de registro, de inscrição, como um terceiro que sustenta o reconhecimento da filiação, do laço social, ou seja, que permite recuperar o que antecedeu ao sujeito.

## A linguagem é um campo, um situs, um lugar
Lacan formulou a definição do Outro como “tesouro” dos significantes (isto é, das palavras). Ele usava tesouro para diferenciar de código. Em um código, há correspondência termo a termo isto é, cada palavra designa um significado (relação unívoca). Nesse sentido, um código é circunscrito, limitado, completo. A expressão tesouro dos significantes destaca o valor. Em Lingüística, valor é o diferencial que caracteriza o significante: um significante se opõe aos outros, assim como na relação em um par de significantes: um significante depois do outro (S1-S2). Tesouro em economia é uma soma de valores que não pode ser avaliada senão em relação a outro valor. Oposição e diferença são descritores fundamentais para definir o Outro. 
É nesse contexto de tesouro de significantes que Lacan propõe que o inconsciente é o discurso do Outro.

## Negatividade
Podemos definir o Outro pelo que “ele não é” (estilo de definição chamado de apofático): o Outro não é o semelhante. Mas quando se trata do conceito de Outro, a negatividade lhe é própria. Em primeiro lugar, por não se apresentar imediatamente aos sentidos (ver, ouvir, etc), não podemos ver nem escutar o Outro. Mas a alteridade radical do Outro também se opõe aos fenômenos que os sentidos criam, na medida em que as imagens podem ser efeitos de projeções, elas guardam semelhança com o projetor. Assim, para definir o Outro, será preciso abandonar uma descrição psicológica e buscar uma aproximação lógica. 
A definição do Outro como o que não é nem pode ser semelhante ao sujeito, supõe que o Outro não pode ser um ser humano. Essa alteridade radical será o nome de um campo ou lugar que não se situa na geografia, mas na linguagem. É alteridade radical porque as palavras não se submetem ao domínio de um ou outro falante. Usamos as palavras, mas esse uso não produz desgaste. A linguagem é um terceiro que invocamos sempre que nos dirigimos ao próximo, ao semelhante. Quando falamos, invocamos um lugar terceiro em relação ao semelhante. Eu-tu-ele. Nesse ternário gramatical, falamos na primeira pessoa com a segunda pessoa graças a um médio, um terceiro, que é a linguagem. Mas esse terceiro não é um ele de carne e osso, mas uma referência, um meio, algo que faz a mediação. 

## Não há Outro do Outro
A partir dos Teoremas da Completude e Incompletude de Gödel (o valor epistemológico da indecidibilidade), Lacan encontra uma explicação lógica para a expressão “não há Autre de l’Autre”. O teorema de Gödel nos ensina que o princípio ou a regra que organiza ou funda um conjunto está fora do conjunto. Para que um conjunto seja consistente, é preciso que a regra que o organiza seja externa ao conjunto. Ou seja, o conjunto consistente é incompleto, não pode se completar, caso se complete, se torna inconsistente. 
Um jogo é iniciado, por exemplo, jogo de futebol, com as regras definidas antes pela estrutura do jogo. O sujeito se descobre, se dá por si, já no curso da vida. Não somos a causa de nosso nascimento, o que nos causou ocorreu antes de nosso nascimento e não podemos ser a causa de nos mesmos.
Os paradoxos nos apresentam figuras para mostrar essa dificuldade em delimitar o dentro e o fora. Tomemos o paradoxo do barbeiro que barbeia a todos os homens que não se barbeiam a si mesmos. Temos a delimitação do conjunto dos homens que o barbeiro barbeia: os homens não se barbeiam a si mesmos. Assim, se o barbeiro se barbear a si mesmo. Ele não fará parte do conjunto dos homens que ele barbeia, pois em seu conjunto somente estão incluídos aqueles que não se barbeiam a si mesmos. Há então uma continuidade ou uma abertura do sistema.
Na lógica matemática, o negativo cumpre uma função para os sistemas abertos, ao se situar como o que excede ou é exterior a um sistema. Dessa forma, a negatividade pode ser analisada como um princípio fundante de um sistema. Ao reconhecer que é como impossível que a lógica aborda o real, Lacan aplicará instrumentos lógicos para circunscrever o real, ou seja, identificar a homologia entre impossível lógico e os cortes no real ou três formas de falta: Castração, Privação e Versagung.